# Torrita di Siena
Torrita di Siena est une commune italienne de la province de Sienne, dans la région Toscane.

## Histoire
Lieu de la bataille de Torrita.

## Géographie
- Classification sismique : zone 3.
- Classification climatique : zone D.
- Coefficient atmosphérique : moyen.

## Administration
| Période                                  | Période | Identité | Étiquette | Qualité |
| ---------------------------------------- | ------- | -------- | --------- | ------- |
|                                          |         |          |           |         |
| Les données manquantes sont à compléter. |         |          |           |         |

### Hameaux
Montefollonico.

### Communes limitrophes
Cortona, Montepulciano, Pienza, Sinalunga, Trequanda.